# Gouvernement (bestuur)
Een gouvernement is een bestuurlijke staatsvorm die gebruikt werd en wordt door verschillende landen voor verschillende soorten bestuurlijke gebieden. Voorbeelden zijn de goebernija's van het Russische Rijk, de Arabische muhafazah of mohafazah (Arabisch: محافظة; muḥāfaẓä, meervoud: محافظات; muhafazat) en de gouvernementen generaal in het door nazi-Duitsland bezette Poolse gebied vanaf 1939.
Gouvernementen worden vaak voorgezeten door een gouverneur en als het om een niveau boven een provincie gaat soms door een gouverneur-generaal.
In de provincie Limburg (Nederland) heeft de provinciale staten de officiële naam gouvernement behouden.
Nederlands-Indië en later Nederlands-Nieuw-Guinea waren een gouvernement van Nederland.